# 风切变

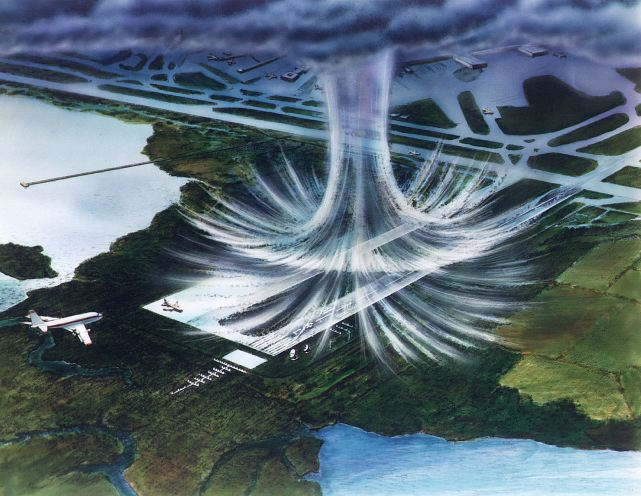
垂直风切变對飛機降落時的影響

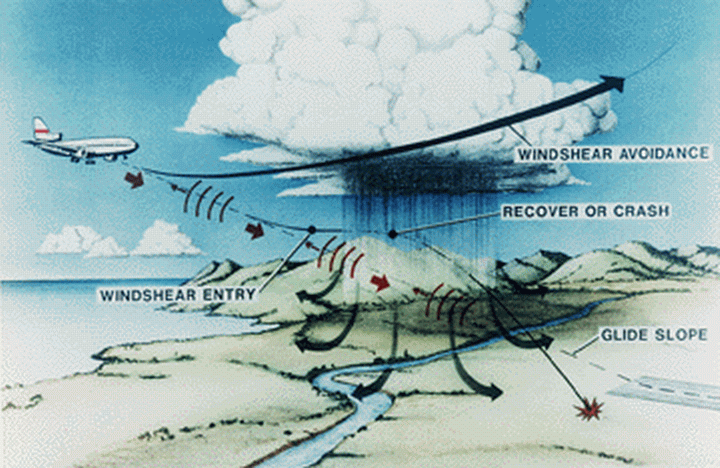
垂直风切变對飛機降落時的影響

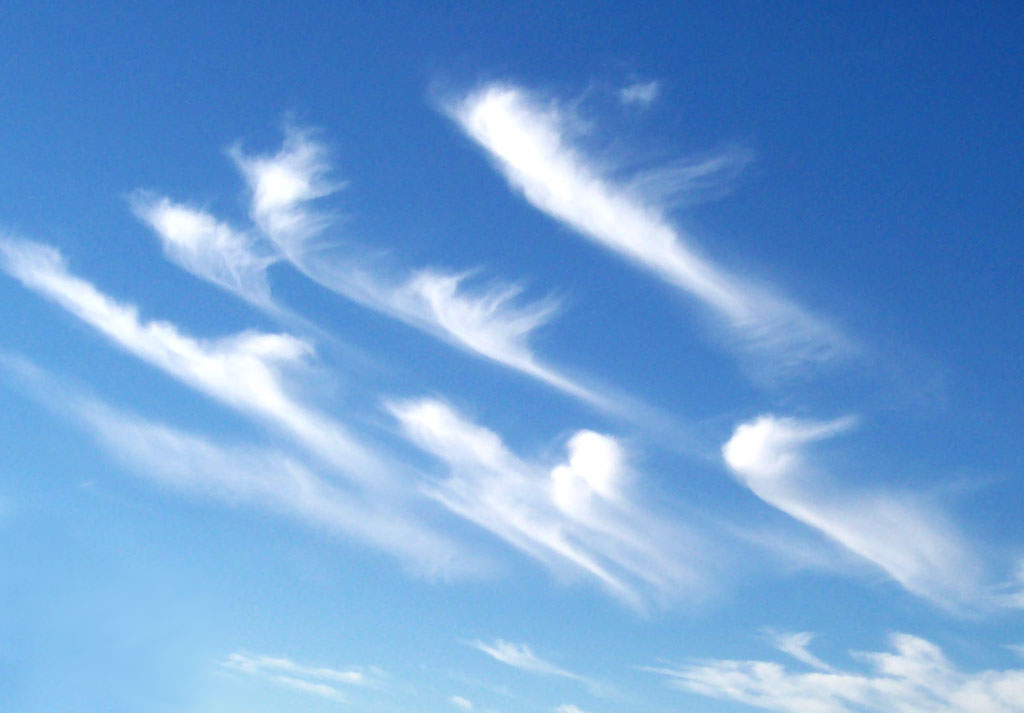
高空水平風切变產生的雲層現象

風切變（Wind shear/Windshear），又稱風剪、風切變。是指大氣中不同兩點之間的風速或風向的劇烈變化。

## 种类
根據兩點高度之間的差異，風切變可分為水平和垂直兩大類。

### 垂直风切变
是指垂直於地表方向上風速或風向隨高度的劇烈變化。強烈的垂直風切變的存在會對橋樑、高層建築、航空飛行等造成強烈的破壞作用。这可造成橋樑樓房坍塌、飛機墜毀等惡性事故，会給人们的生活造成嚴重影響。

### 水平风切变
指與地面平行的方向上風向的急速轉變。

## 影響

### 人類

#### 航空
风切变對航空飛行的危害極大。在起飛和降落的過程中，由於飛行速度低，风切变能夠對航空器空速產生很大的影響，致使航空器的姿態和高度發生突然變化，在低高度上其結果有時是災難性的。

##### 实例
1985年，美國達美航空191號班機於達拉斯-沃斯堡國際機場墜毀，造成137人死亡。從此，风切变被當作一項國際課題開始研究。據美國博爾德全國大氣研究中心的負責人科爾曼說，1985年以後，美國所有的飛機都安裝了風切變檢測儀。加拿大1990年代開始安裝。
2009年3月23日，联邦快递80号班机在日本成田国际机场降落时，受風切變影響而墜毀，2名駕駛員遇难。

### 自然
垂直风切变強烈，除了影響令熱帶氣旋難以形成外，亦可迅速破壞成熟的熱帶氣旋，甚至令其消散，可謂是熱帶氣旋的大敵。
在東南太平洋和南大西洋地區，即南美洲東面和西面的海域，因該兩區皆有強烈的垂直風切變，使得熱帶氣旋很難（非不可能）在當地區域形成。也因如此，有不少寒流都可以在該兩區的低緯度地區容易產生，使南美洲北部和非洲西南部的氣溫也相對地低。

## 借阅
- 微下擊暴流 - 以順風方向吹流經飛行器的局部性下沉氣流，使飛行器升力大減
- 熱帶氣旋
- 溫帶氣旋
- 蒲福氏風級
- 中華航空642號班機